# Ciudad Peronia
Ciudad Peronia es una comunidad que pertenece al municipio de Villa Nueva, departamento de Guatemala, Guatemala. Está asentada en el suroeste del Valle de La Virgen, a una distancia de 15 kilómetros del centro de la Cabecera Municipal de Villa Nueva y a 19 kilómetros del centro de la ciudad capital. También es conocida como Peronia. Sus terrenos constituyen parte de la zona 8 del municipio villanovano y colinda al este con las zonas 11 y 7 de Villa Nueva, al sur con la zona 2 de Villa Nueva, al oeste con San Lucas Sacatepéquez y al norte con el municipio de Mixco.
Su principal localidad es Ciudad Peronia que cuenta con la mayoría de habitantes. No obstante, está rodeada de residenciales y colonias bastante pobladas, entre ellas están Jerusalén, Valle Dorado, Planes de Vista Real, La Rotonda, Terrazas III, Mirador San Cristóbal II, Terrazas II de San Cristóbal, Villas Club el Dorado, Valle Alto, Villas del Amanecer I, Villas del Amanecer II, El Calvario, La Selva, Oasis, El Gran Mirador, Emmanuel, Nueva Esperanza Peronia, Roldan y el Paraíso todas ubicadas en la zona 8 del municipio.